# Афонаскин, Александр Васильевич
Александр Васильевич Афонаскин (род. 12 июня 1935, Старо-Пластиково, Московская область) — доктор технических наук (1995), профессор кафедры «Энергетика и технология металлов» Курганского государственного университета, заслуженный изобретатель Российской Федерации. Председатель Совета главных металлургов корпорации ОАО «НПК «Уралвагонзавод».

## Биография
Александр Васильевич Афонаскин родился 12 июня 1935 года в селе Старо-Пластиково Старо-Пластиковского сельсовета Чучковского района Московской области, ныне село входит в состав Остро-Пластиковского сельского поселения Чучковского района Рязанской области. 
В 1965 году Александр Афонаскин окончил Курганский машиностроительный институт по специальности «Инженер-механик».
В 1953―1991 годах работал на заводе «Кургансельмаш», где прошёл путь от модельщика по дереву до главного металлурга, главного инженера (1989 год) и генерального директора (февраль — июль 1987 года) ПО «Кургансельмаш». Благодаря его инициативе на предприятии были разработаны и внедрены планы творческого содружества инженерно-технических работников и рабочих коллективов. Афонаскин разработал новые технологические процессы литья в керамические формы по постоянным моделям, защитил кандидатскую диссертацию. Под руководством Александра Васильевича и при непосредственном его участии на «Кургансельмаше» построены и введены в эксплуатацию комплексно-механизированные цехи ― цветного литья мощностью 2,5 тысяч тонн в год и специализированный цех кокильного чугунного литья мощностью 10 тысяч тонн в год. 
В 1980 году защитил кандидатскую диссертацию «Исследование процесса формирования тонкостенных отливок из серого чугуна, модифицированного лигатурой Si—РЗМ».
С 1991 года, в течение 20 лет работал на «Курганмашзаводе», занимая должности заместителя главного металлурга, начальника техотдела сталечугунолитейного завода, главного металлурга завода. Александр Васильевич Афонаскин внёс большой вклад в создание экологически чистых ресурсосберегающих дуговых электрических печей постоянного тока нового поколения на ОАО «Курганмашзавод».
С 1981 года работает в Курганском государственном университете, профессор кафедры «Энергетика и технология металлов» факультета транспортных систем, доктор технических наук. 
В 1995 году защитил докторскую диссертацию «Разработка методов модифицирования чугуна и создание технологии получения высококачественных чугунных отливок в металлических формах без отбела и с заданными параметрами структуры».
Александр Васильевич получил грант Губернатора Курганской области на разработку хладостойкой молибденовой стали, из неё производят задвижки высокого давления на заводах «Икаре», «Курганмашзаводе» и «Корвете».
Александр Васильевич Афонаскин ― заслуженный изобретатель Российской Федерации, является автором  более 40 научных статей и 50 авторских свидетельств на изобретения и патентов, выпустил учебник по литейному производству в соавторстве со свердловскими учёными. Александр Васильевич ― Председатель Совета главных металлургов корпорации ОАО «НПК «Уралвагонзавод», организатор и координатор литейного производства. Технический советник генерального директора по литейному производству ОАО «УралНИТИ».

## Награды и звания
- Заслуженный изобретатель Российской Федерации, 31 мая 1998 года[3]
- Почетная грамота Администрации города Екатеринбурга, июнь 2015 года[4]

## Семья
Отец Василий Иванович Афонаскин. Жена Вера Васильевна, дочь Татьяна